# Andries Krijn
Andries (Dries) Krijn (Amsterdam, 5 juli 1909 – Ibiza, Spanje, 28 februari 1992) was een Nederlands acteur en hoorspelacteur.
Krijn begon als acteur in de jaren 30 bij het Grand Théâtre, waar hij een aantal rollen kreeg in musicals en blijspelen. Hij werkte voornamelijk als zanger en danser. Ook was hij jarenlang een van de vaste medewerkers bij de revue van Bob Peters.
Na de Tweede Wereldoorlog was hij veelvuldig op de radio te horen, onder andere in het radioprogramma Negen heit de klok en in vele hoorspelen. Ook onder de schuilnaam Benno Bakker.
Krijn speelde ook rollen op tv, zoals in de serie Swiebertje, in de aflevering Dat doet je de das om.

## Hoorspelen
De belangrijkste hoorspelen waarin Krijn te horen was, waren:
- De blauwe zaden – Hoofdredacteur
- De gesluierde planeet – Piloot
- Moordbrigade Stockholm – Edwardson, politieagent
- De tijdmachine - Commandant Sergei Kwolsky